# Ивердон ле Бен
Ивердо̀н ле Бен (на френски: Yverdon-les-Bains) е курортен град в западна Швейцария, кантон Во. Разположен е на южния бряг на Ньошателското езеро на 111 km на югозапад от столицата Берн. Получава статут на град през 1982 г. Има жп гара и летище. Населението му е 25 775 души по данни от преброяването през 2008 г.

## Спорт
Представителният футболен отбор на града се казва ФК Ивердон-Спор. Дългогодишен участник е в Швейцарската Суперлига.

## Побратимени градове
- Винтертур, Швейцария